# زنان در واتیکان
زنان در واتیکان تقریباً ۵٫۵ درصد از شهروندان واتیکان را تشکیل می‌دهند. براساس گزارش هرالد سان در مارس ۲۰۱۱، تنها ۳۲ زن از ۵۷۵ شهروندی که دارای گذرنامهٔ واتیکان بودند و یکی از آنها راهبه بود، وجود داشت. در سال ۲۰۱۳، وردکرانچ گزارش داد که حدود ۳۰ زن شهروند واتیکان بودند، ازجمله دو زن از آمریکای جنوبی، دو لهستانی و سه زن از سوئیس. اکثریت زنان واتیکانی در آن زمان اهل ایتالیا بودند.

## ساکنان زن
در میان زنانی که در شهر واتیکان زندگی می‌کردند، یکی از دختران یک برق‌کار بود که بعداً ازدواج کرد و «حق خود را برای زندگی» در واتیکان از دست داد. زن دیگری که در شهر واتیکان زندگی می‌کند، ماگدالنا ولینسکا-ریدی است که مترجم لهستانی و همسر یکی از گاردهای سوئیسی است.

## شهروندان واتیکان
در میان زنانی که تابعیت شهر واتیکان را دارند، یک افسر ارتش، دو معلم (یکی در دبیرستان، دیگری در مهدکودک تدریس می‌کند) و یک نفر دانشگاهی وجود دارد. زنان تابعیت شهر واتیکان را ازطریق ازدواج (به‌عنوان یک کاتولیک غسل تعمید یافته) با شوهران خود به دست می‌آورند. بااین‌حال چنین شهروندی «فقط تا مدت اقامت آنها» در شهر واتیکان باقی می‌ماند.

## ارزش زن
در گذشته، زنان مجاز به افتتاح حساب بانکی در شهر واتیکان نبودند، اما در زمان رهبری پاپ ژان پل دوم و پاپ بندیکت شانزدهم، ارزش زنان در این شهر برجسته شد. یکی از دستیار ویراستاران و مشاور محرمانه پاپ بندیکت شانزدهم زنی به نام اینگرید استامپا بود. در ۲۱ آوریل ۲۰۱۳، تلگراف گزارش داد که پاپ فرانسیس «زنان بیشتری را در پست‌های کلیدی واتیکان» منصوب خواهد کرد. در ماه مه ۲۰۱۹، فرانسیس سه زن را به‌عنوان مشاور در دبیرخانه عمومی مجمع اسقف‌ها در مورد جوانان، ایمان و تشخیص حرفه‌ای منصوب کرد و اولین بار تاریخی را برای کلیسا رقم زد. علاوه‌بر این، لوسرواتور رومانو روزنامه روزانه در شهر واتیکان اکنون صفحات تکمیلی را منتشر می‌کند که به مسائل زنان می‌پردازد. زنان مجاز به انتصاب به مقام عیسی یا اسقفی نیستند، اگرچه کمیسیونی درحال حاضر در حال بررسی این موضوع است که آیا زنان می‌توانند به‌عنوان شماس‌های غیرمنصوب خدمت کنند.

## لباس

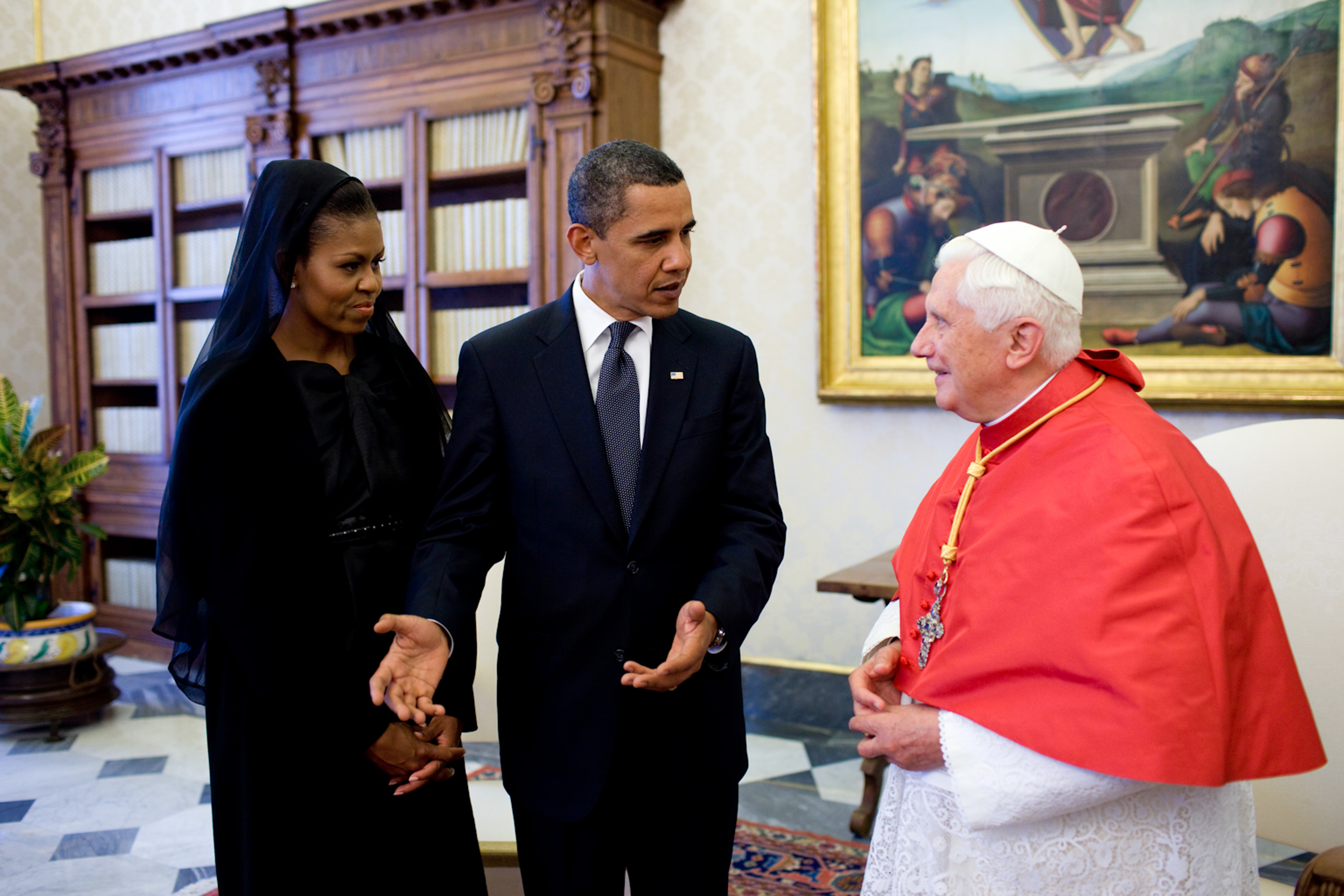
رئیس‌جمهور سابق آمریکا باراک اوباما و بانوی اول میشل اوباما در ۱۰ ژوئیه ۲۰۰۹ با پاپ بندیکت شانزدهم در واتیکان دیدار کردند.

انتظار می‌رود زنان (و مردان) که از کلیسای سن پیترو، کلیسای سیستین یا موزه‌های واتیکان در شهر واتیکان بازدید می‌کنند، لباس مناسب بپوشند. لباس‌های کوتاه یا بدون آستین، شورت، دامن کوتاه (مینی‌ژوپ) و کلاه (برای آقایان، داخل ساختمان) مجاز نیستند. زنان ممکن است از «کلاه یا حجاب سیاه» سنتی استفاده کنند یا نکنند. یونی‌فرم برای مخاطبان پاپ تا حدودی رسمی‌تر است. زنان نمی‌توانند لباسی بپوشند که شانه و زانو را نپوشاند.
محدودیت‌های پوشاک بسیار سخت‌گیرانه است و گارد سوئیس اختیار پاپ را دارد که دسترسی به افرادی را که قوانین لباس را رعایت نمی‌کنند محدود کند. کسانی که از یونی‌فرم پیروی نمی‌کنند می‌توانند پانچوهای سبک‌وزن را خارج از موزه خریداری کنند.
پروتکل برای مخاطبان خصوصی و رسمی با پاپ می‌گوید که خانم‌ها باید یک لباس مشکی بدون یقه بپوشند و سر خود را با یک چادر بپوشانند. بدون کیف دستی بزرگ یا جواهرات زرق و برق‌دار. اما می‌توانند یک رشته مروارید داشته باشند همچنین ملاقات با پاپ با پوشیدن لباس‌های معمولی ملی یا منطقه‌ای مجاز است، اما قرمز (برای لباس کاردینال‌ها محفوظ است) و بنفش به‌دلیل اهمیت مذهبی آن (رنگ توبه) ممنوع است، درحالی که «امتیاز سفید» فقط برای ملکه‌های کاتولیک است. دیدار رایسا گورباچوا در سال ۱۹۸۹ معروف بود چراکه او با لباس قرمز و بدون حجاب خود را به پاپ معرفی کرد.

## حق رأی
پاپ، که به‌عنوان رئیس کشور خدمت می‌کند، توسط مجمع کاردینال‌های کلیسای کاتولیک انتخاب می‌شود. مجمع بخشی از سریر مقدس است که یک نهاد مستقل مستقل از شهر واتیکان را تشکیل می‌دهد. کاردینال‌ها در کلیسای کاتولیک باید مرد باشند و کاردینال‌ها معمولاً اسقف هستند و فقط مردان واجد شرایط انتخاب پاپ هستند. بااین‌حال، کاردینالات امتیاز و منصبی است که از سوی پاپ اعطا شده است. این یک درجه جداگانه و چهارم از دستورها مقدس، همراه با شماس، کشیش، و اسقف نیست، اگرچه بالاتر از آنها قرار دارد، بنابراین ازنظر تئوری، قوانین می‌توانند اصلاح شوند تا زنان بتوانند کاردینال شوند.

## طلاق
واتیکان یکی از دو دولت مستقلی است که طلاق را مجاز نمی‌دانند، دیگری فیلیپین است.

## سقط جنین
قانون شهر واتیکان، قانون کلیسای کاتولیک را به‌عنوان منبع اصلی قانون و مرجع اصلی برای تفسیر حقوقی به رسمیت می‌شناسد و چندین قانون ایتالیایی را برای اهداف عملی تصویب می‌کند، مانند قانون جزایی ایتالیا در سال ۱۹۲۹ با تغییرات محلی. بند ۲ قانون ۱۳۹۷ و مواد ۳۸۱ تا ۳۸۵ قانون جزا هر دو سقط جنین را بدون ذکر صراحت استثنایی ممنوع کرده‌اند، اما ماده ۴۹ قانون جزا اصل لزوم حفظ جان را برشمرده است که مجازات هر عملی را که در غیر این صورت جرم محسوب می‌شود حذف می‌کند. نویسندگان قانون کیفری ایتالیا معتقدند که این ماده سقط جنین را برای نجات جان زن مجاز دانسته است، اما تفسیر کلیسا از قانون شرعی محدودتر است و فقط سقط غیرمستقیم را تحت اصل اثر مضاعف مجاز می‌داند، مانند درمان حاملگی خارج از رحم یا سرطان. در این موارد، عمل فقط برای حفظ جان زن است و مرگ جنین، اگرچه پیش‌بینی شده است، نه به‌عنوان هدف و نه به‌عنوان وسیله‌ای برای حصول نتیجه مورد نظر، اراده نمی‌شود.

## دان در واتیکانو
در سپتامبر ۲۰۱۶، مقامات واتیکان ایجاد دان در واتیکان را تصویب کردند، اولین انجمن فقط زنان در واتیکان. اعضای انجمن روزنامه‌نگاران، متکلمان و اقتصاددانان هستند. تریسی مک‌کلور، رئیس و مؤسسش، آن را رهبری می‌کند.